# Blepharida schlectendalii
Blepharida schlectendalii là một loài bọ cánh cứng trong họ Chrysomelidae. Loài này được Furth miêu tả khoa học năm 1998.